# Еско (Минесота)
Еско (енгл. Esko) насељено је место без административног статуса у америчкој савезној држави Минесота.

## Демографија
По попису из 2010. године број становника је 1.869.
| Група             | 2000.    | 2010.         |
| Белци             | 0 (0,0%) | 1.804 (96,5%) |
| Афроамериканци    | 0 (0,0%) | 2 (0,1%)      |
| Азијати           | 0 (0,0%) | 13 (0,7%)     |
| Хиспаноамериканци | 0 (0,0%) | 14 (0,7%)     |
| Укупно            | 0        | 1.869         |